# Ozarba figurata
Ozarba figurata är en fjärilsart som beskrevs av Walker 1865. Ozarba figurata ingår i släktet Ozarba och familjen nattflyn. Inga underarter finns listade i Catalogue of Life.